# Жидких, Михаил Александрович
Михаил Александрович Жидких (23 сентября 1965, Городец, Нижегородская область) — петербургский музыкант, мультиинструменталист, композитор, аранжировщик, участник группы Billy’s Band. Играет на саксофоне, пианино, том-томе, ударных инструментах.

## Биография
Родился 23 сентября 1965 года в городе Городец Горьковской (ныне Нижегородской) области. Окончил экстерном Нижегородское музыкальное училище по классу музыкант-инструменталист, руководитель эстрадного оркестра. В 1994 году переехал в Санкт-Петербург и поступил в Санкт-Петербургский государственный университет культуры и искусств, но отучился всего год. В 2005 году закончил Нижегородский государственный педагогический университет по специальности «Учитель музыки». До прихода в «Billy’s Band» работал различных биг-бэндах и ансамблях, участвовал в студийных записях Максима Леонидова, Игоря Корнелюка, Тятьяны Булановой, Ольги Орловой, Петра Подгородецкого и т. п., записывал музыку к фильмам «Мастер и Маргарита», «Бандитский Петербург», «Русский перевод».
В 2002 году Михаил присоединился к группе Billy’s Band и в первое время играл лишь в расширенном концертном составе группы. С 2004 года стал постоянным участником коллектива. Михаил активно участвует не только в записи новых альбомов и концертной деятельности, но и занимается аранжировками и музыкальной составляющей вместе с лидером группы — Билли Новиком. В некоторых песнях он выступает в качестве композитора, в других — не как привычный слушателю саксофонист, а как ударник или пианист.
Женат. Воспитывает дочь.

## Дискография
В составе Billy’s Band Михаил Жидких участвовал в записи следующих альбомов:
- 2003 — Открытка от… (live)
- 2004 — Немного Смерти, Немного Любви
- 2004 — Оторвёмся по-питерски (single)
- 2005 — Оторвемся по-питерски
- 2005 — Играя в Тома Уэйтса (переиздание) / Being Tom Waits (remastering)
- 2006 — Блюз в голове (live)
- 2006 — Счастье есть! (single)
- 2007 — Весенние обострения
- 2007 — Чужие (Альбом кавер-версий)
- 2008 — Отоспимся в гробах (single)
- 2008 — Купчино — столица мира (The best of)
- 2009 — Осенний алкоджаз
- 2010 — Блошиный рынок
- 2010 — The Best Of Billy’s Band (Vynil LP)